# Арыстанды (Жамбылская область)
Арыстанды (каз. Арыстанды, до 2022 г. — Буденное) — село в Сарысуском районе Жамбылской области Казахстана. Входит в состав Туркестанского сельского округа. Код КАТО — 316041200.

## Население
В 1999 году население села составляло 505 человек (252 мужчины и 253 женщины). По данным переписи 2009 года, в селе проживало 468 человек (250 мужчин и 218 женщин).